# Hôtel de Garidel
L'hôtel de Garidel est un hôtel particulier du XVIIIe siècle situé à Moulins (France).

## Localisation
L'hôtel est situé sur la commune de Moulins, au 7 rue Diderot, dans le département de l'Allier, en région Auvergne-Rhône-Alpes.

## Description
L'hôtel date de l'époque Régence. La façade sur rue, en grès de Coulandon, calcaire d'Apremont-sur-Allier et en brique, se compose d'un rez-de-chaussée surélevé, d'un étage noble et de combles aménagés en mansardes maçonnées en anse de panier. La façade présente quatre travées rythmées par de grandes baies à plate-bande cintrée à agrafe. Les baies du premier étage sont garnies de garde-corps incurvés en fer forgé. Les trumeaux extérieurs du premier étage sont percés d'un oculus surmonté d'un masque de grotesque. Un salon du premier étage a conservé un parquet Versailles et une cheminée d'époque Régence en pierre anciennement peinte en faux marbre. Son manteau est sculpté d'un décor de rinceaux, aigles et motifs rocaille. La chambre à alcôve sous combles possède son entrée d'alcôve composée d'une arcade en stuc dont la clef est ornée d'un visage de putto entouré de rinceaux de feuillages. La cheminée aux jambages ornés d'une palme possède un manteau à rinceaux et pampres. Un trumeau en stuc délimite un cadre surmonté de rinceaux reprenant les motifs du manteau de la cheminée,.

## Historique
Une légende attribue la conception de l'hôtel à Jules Hardouin-Mansart. L'hypothèse peut sembler plausible, puisque les fenêtres du deuxième étage sont mansardées -une nouveauté pour l’époque - et que Mansart est venu à Moulins pour construire un pont qui a ensuite été emporté. Mais un fait anéantit toutes ces considérations car Mansart est décédé en 1708, dix ans avant la construction de l'hôtel. Ce serait l’un des disciples de Mansart qui aurait construit cette bâtisse, tant la filiation esthétique avec l'architecte de Louis XIV est flagrante.
L'hôtel est vraisemblablement construit en 1718, en lieu et place d’une maison Renaissance, appartenant aux enfants de Jacques, chevalier de Dreuille. Au XIXe siècle, il devient la propriété de la famille du Bouys avant de passer par mariage en 1870 à Joachim, marquis de Garidel-Thoron dont il gardera dès lors le nom. Issu de la famille de Garidel d'origine italienne établie à Aix-en-Provence depuis le XIVe siècle, Joachim de Garidel, marquis de Thoron naît à Paris en 1838. Il passe sa jeunesse en Bourbonnais au château de Beaumont à Agonges, acheté par son père.  C’est là qu’il rencontre et épouse en 1870 Valentine du Bouys dont la famille réside dans l'hôtel. Le marquis de Garidel va jouer un rôle considérable dans la promotion de l'élevage de la race charolaise en restant président de la Société d’agriculture de l’Allier pendant 64 ans, bénéficiant du soutien, de l’estime et de la reconnaissance de tous ses membres. Le marquis de Garidel s’éteint dans sa propriété de Beaumont. Vendu en 1937, L'hôtel est ensuite passé entre les mains de l’un de ses petits-fils, le baron Durye, puis fut transformé en bureaux de l'UDAF. À nouveau vendu en 2013 à Patrick Guibal « Je connaissais cette maison depuis mon enfance, mes parents étant amis avec les Garidel » . Après le curage de l'ensemble du bâtiment et trois ans de travaux, il est restauré dans son état d'origine par l'architecte Jean Bourdet.
L'hôtel est inscrit partiellement au titre des monuments historiques par arrêté du 5 mars 1992.

## Protection
Éléments protégés : la façade sur rue et la toiture correspondante ; l'escalier avec sa ferronnerie ; le salon du premier étage avec cheminée en calcaire d'Apremont ; une chambre à alcôve  avec stucs et cheminée en calcaire d'Apremont.

## Galerie

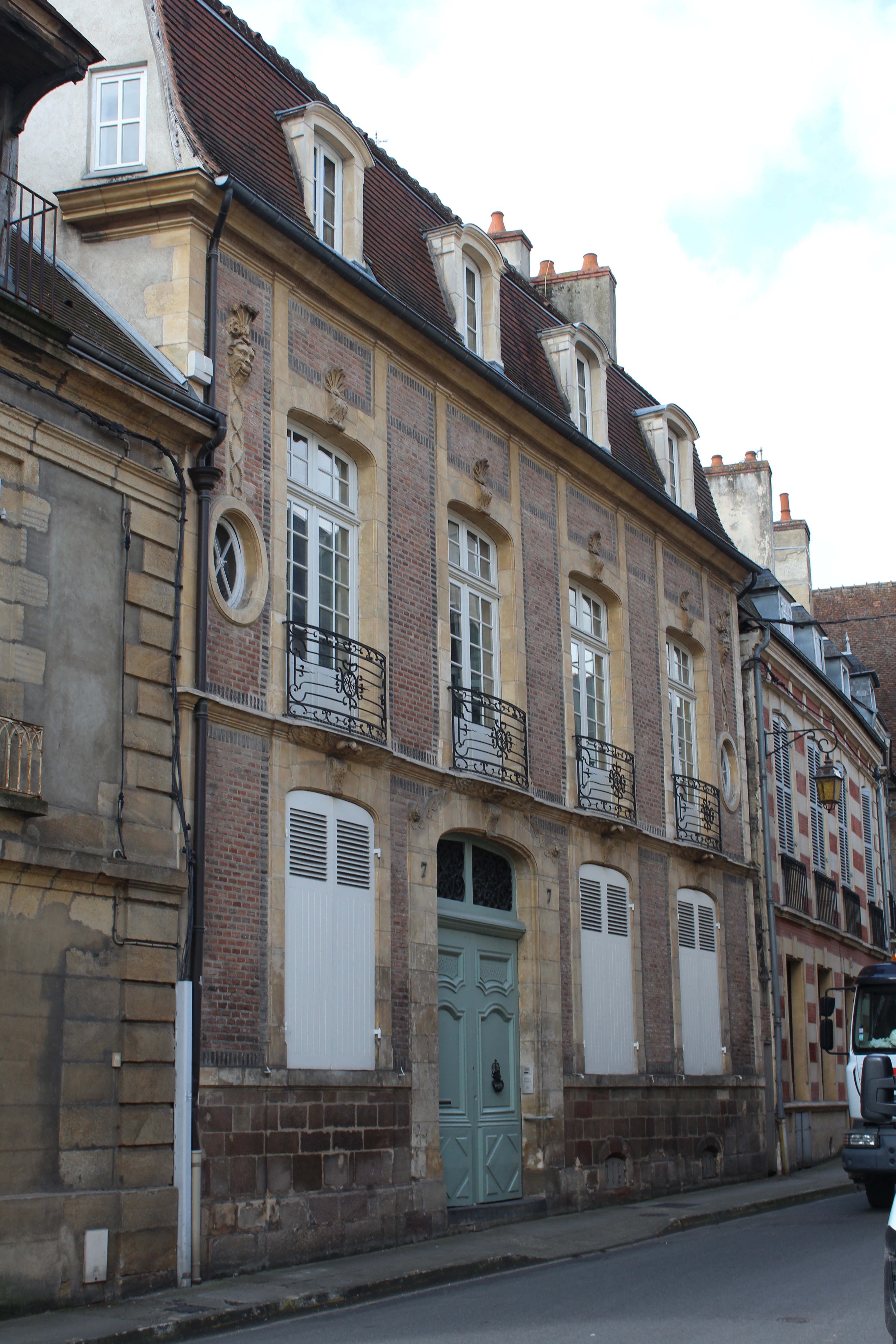
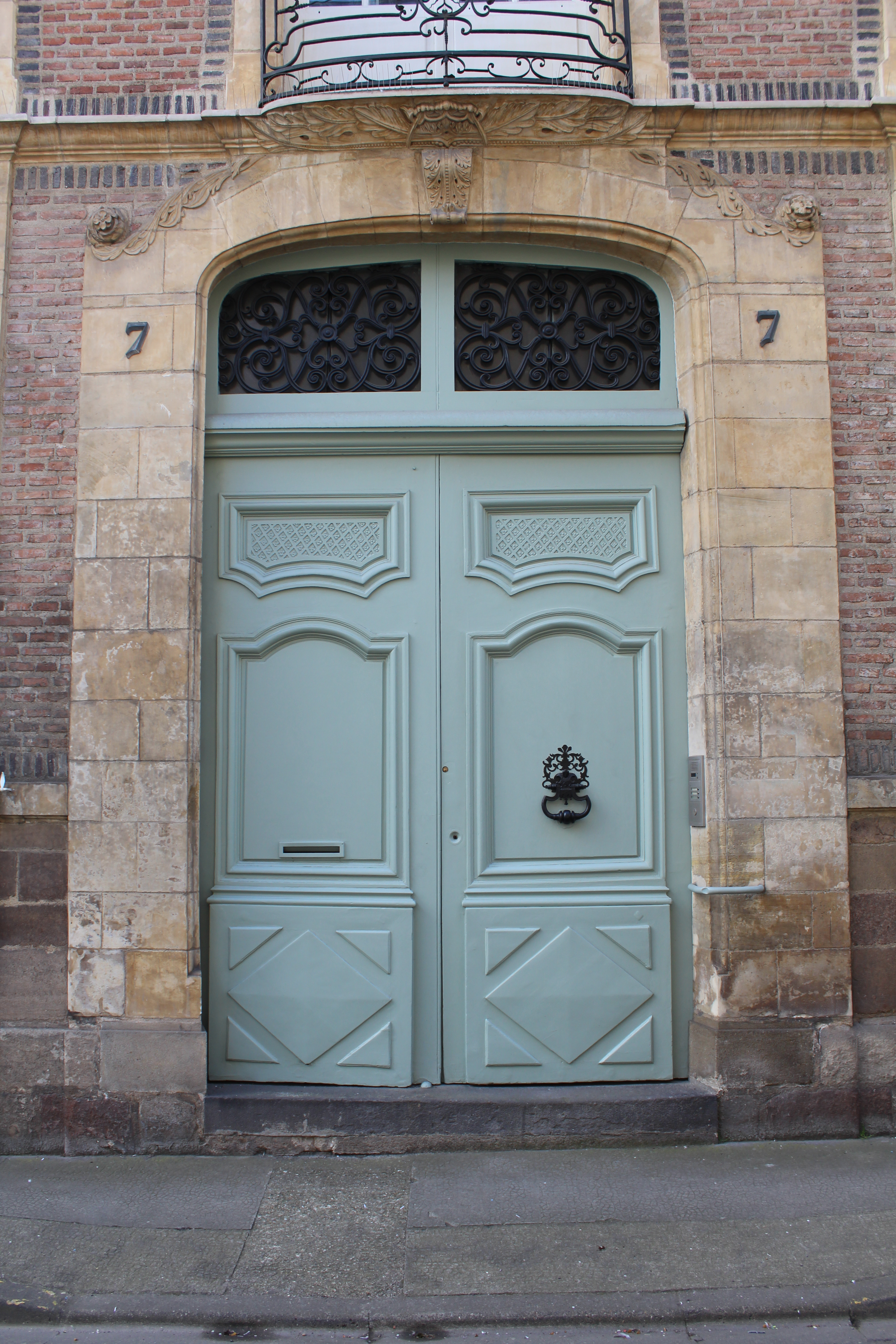
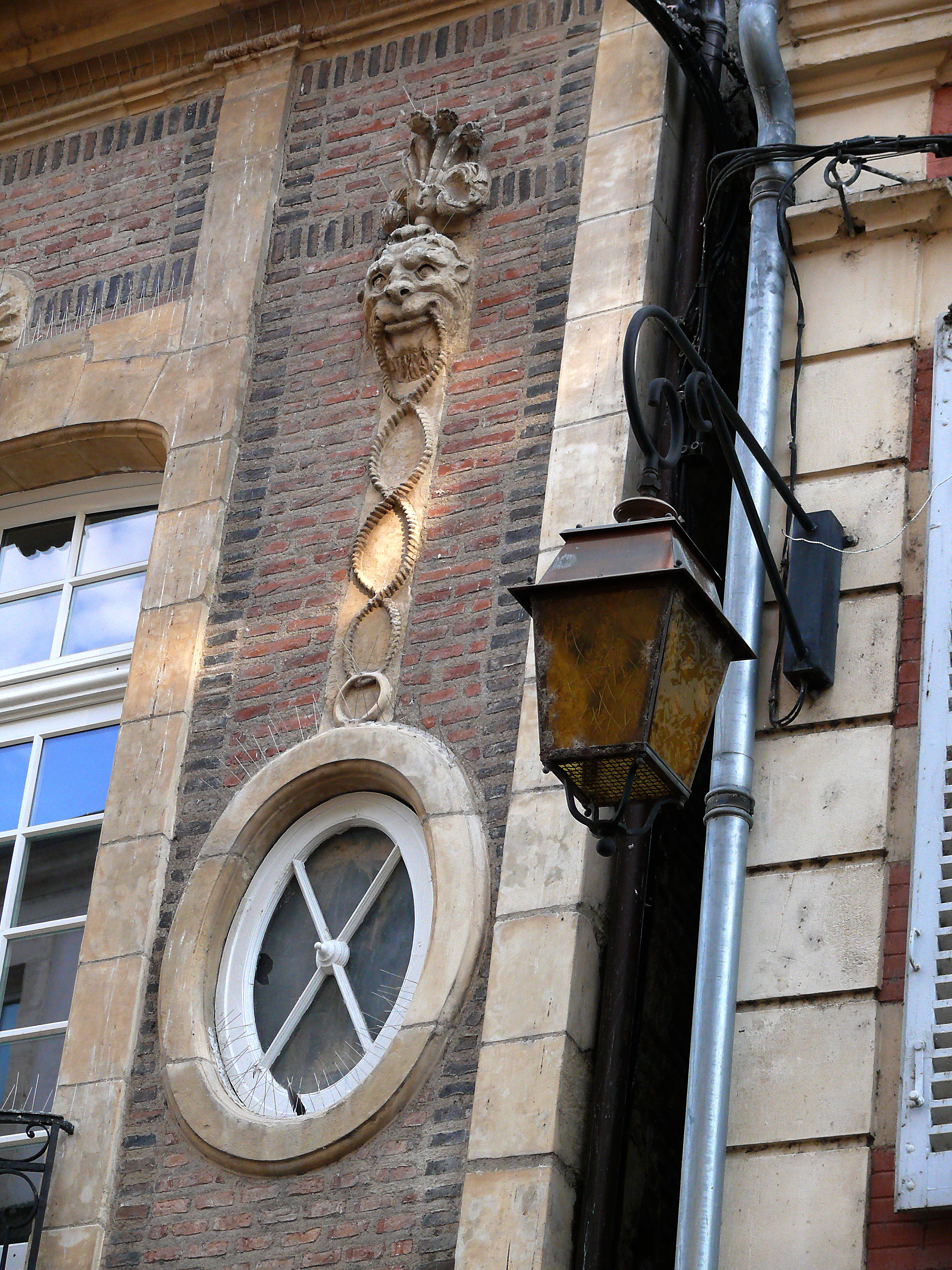
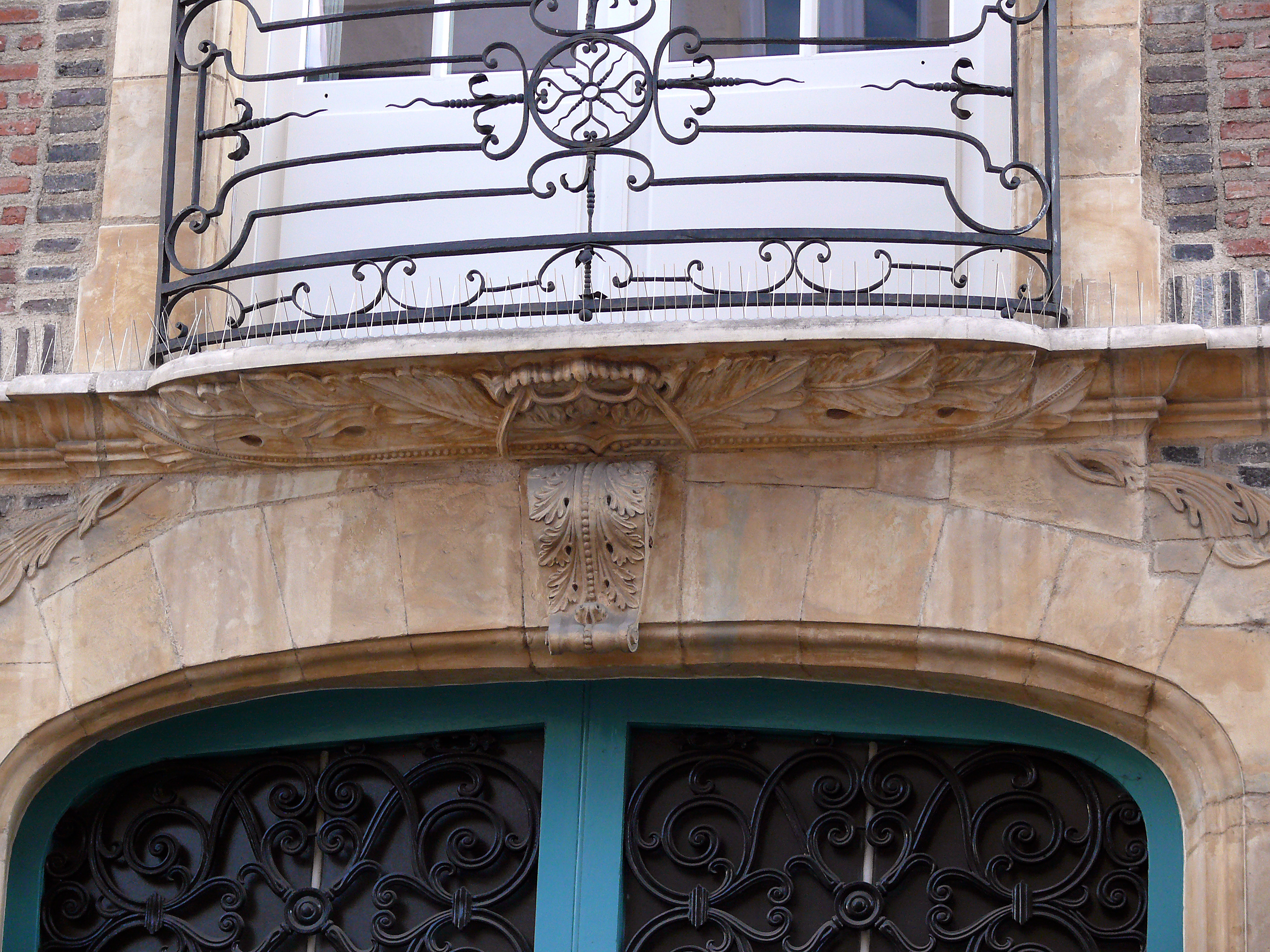
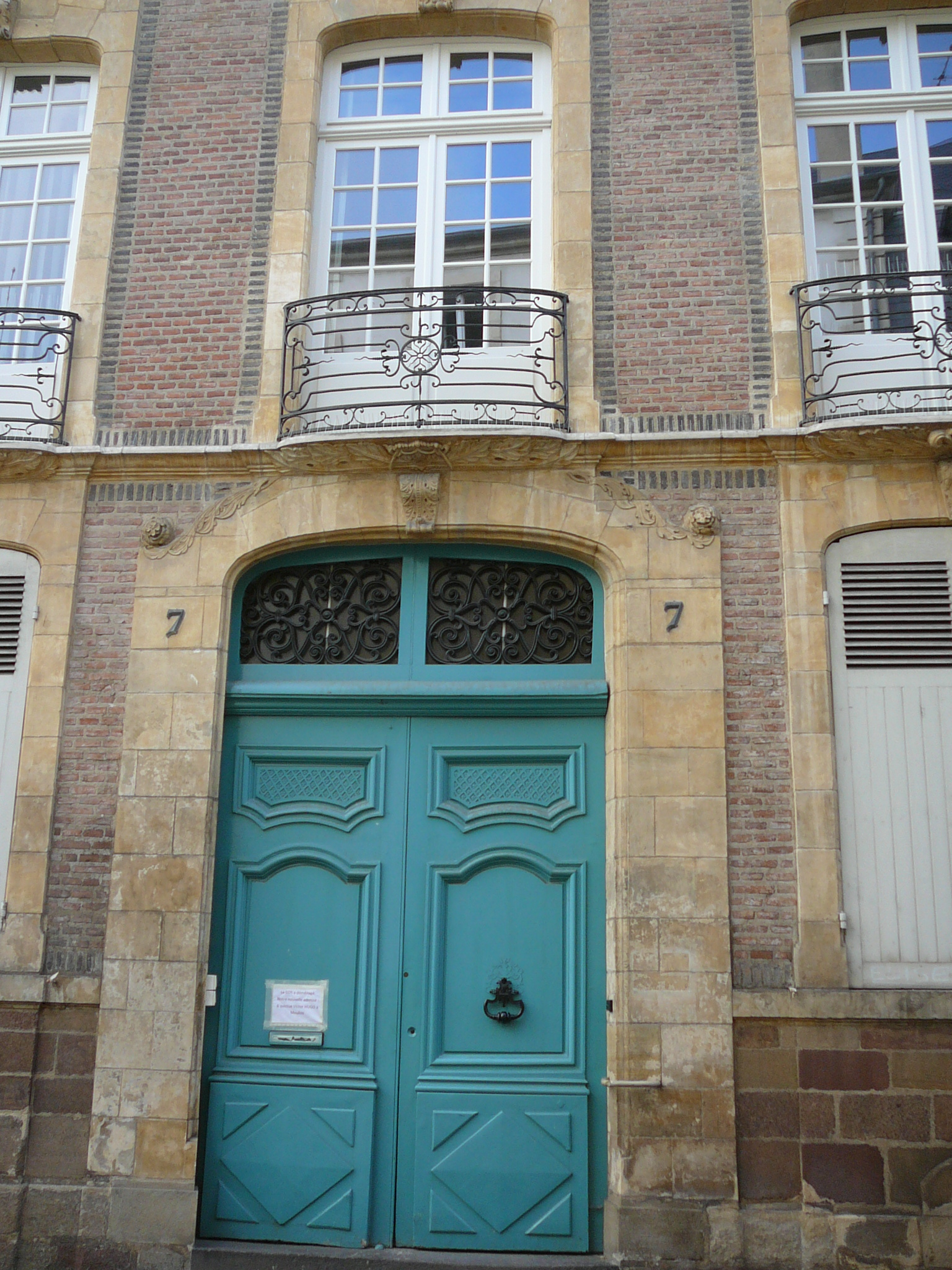